# Церемонія відкриття зимових Олімпійських ігор 2014
Церемонія відкриття зимових Олімпійських ігор 2014 розпочалася о 20:14 за московським часом (UTC+4) 7 лютого 2014 року на олімпійському стадіоні «Фішт» у російському місті Сочі.

## Опис
Церемонія відкриття триватиме 160 хвилин, у ній візьмуть участь понад 3 тисячі артистів та 27 тисяч волонтерів.

## Програма

### Перша частина
Церемонія відкриття зимових Олімпійських ігор 2014 розпочалася з російської абетки, на кожну літеру котрої називалося прізвище відомого російського діяча культури. Вибір для деяких літер став несподіваним: для літери й був вибраний Чайковський, ъ — Пушкін Пушкинъ — Російська дореформена орфографія), ю — парашут (рос. — Парашют), я — Росія (також алегорія).
Церемонія продовжилась польотом 11-річної дівчинки над декораціями, що уособлювали різні регіони Росії. Після цього хор московського чоловічого Стрітенського монастиря проспівав гімн Росії. На початку церемонії стався казус: одна з п'яти сніжинок, що мали перетворитися на олімпійські кільця, не розкрилася.

### Парад націй
Після першої частини відкриття Олімпіади розпочався парад націй, у якому взяли участь близько 3,5 тисяч спортсменів з 88 країн світу. За традицією парад відкривався грецькою делегацією. Хода спортсменів супроводжувалась популярними російськими мелодіями останніх двох десятиліть в обробці діджея Леоніда Руденка. Парад націй завершила господарка змагань — олімпійська збірна Росії.
Учасники параду йшли по спеціальній рампі на якій глядачі могли побачити нічну земну кулю, на котрій щоразу запалювались контури країни, делегацію якої оголошували на стадіоні.

### Друга частина
По завершенню параду націй на ковзанці стадіону з'явилися офіційні талісмани ігор: Леопард, Зайка та Білий ведмідь.
На стадіоні було показано виставу «Російська Одіссея» або «Сни дівчинки Любові», роль якої зіграла 11-річна російська гімнастка Ліза Темникова.
У виставі був показаний образно-художній варіант інтерпретації історію Росії. Виставу безпосередньо підготували:
- Костянтин Ернст — генеральний директор 1-го каналу Росії
- Андрій Болтенко — головний режисер 1-го каналу та постановщик церемонії
- Джеймс Лі — технічний директор (працював на лондонській Олімпіаді 2012; спеціалізується на підвісних конструкціях),
- Георгій Ципін — художник по декораціях (працював в Метрополітен-опера, Ла Скала, Большом театрі)
- Сильвія Хейес — режисер-постановник (автор великих постановочних номерів цирку Shanghai),
- Філ Хайс — хореограф номерів повітряних гімнастів (режисер повітряних постановок на Олімпіаді 2012 в Лондоніоне),
- Натан Рай — хореограф (постановник номерів в мюзиклахJesus Christ Superstar, Mamma Mia),
- Шана Керол — хореограф, постановник в Cirque du Soleil,
- Наталі Симрад — головний візажист Cirque du Soleil
- Кім Баррет — художник по костюмах (учасник шоу Cirque du Soleil).[5]

Після вистави відбулися виступи голови організаційного комітету ігор Дмитра Чернишенка та президента МОК Томаса Баха; Президент Росії Володимир Путін коротко оголосив зимові Олімпійські ігри у Сочі відкритими.
Після театральзованої вистави на стадіон внесли Олімпійський прапор. Традиційно його виносили 8 осіб, серед яких були:
- Чулпан Хаматова — акторка театру і кіно.
- Лідія Скоблікова — шестиразова олімпійська чемпіонка з ковзанярського спорту.
- Анастасія Попова — журналіст.
- Валентина Терешкова — перша жінка-космонавт.
- В'ячеслав Фетісов — дворазовий олімпійський чемпіон з хокею.
- Валерій Гергієв — диригент.
- Алан Єнілєєв — кіберспортсмен.
- Микита Михалков — кінорежисер.

До підняття олімпійського прапору від імені спортсменів, суддів та тренерів було зачитано олімпійську клятву. Олімпійський прапор було піднято під звучання Олімпійського гімну у виконанні російської оперної співачки Анни Нетребко.
Після підняття Олімпійського прапору тенісистка Марія Шарапова винесла на стадіон факел з олімпійським вогнем. Заключний етап естафети олімпійського вогню на стадіоні продовжили легкоатлетка Олена Ісинбаєва, борець Олександр Карелін, гімнастка Аліна Кабаєва. Надалі факел з вогнем був переданий Ірині Родніній, яка передала його Владиславу Третьяку, які удвох покинули стадіон та під музику з сюїти Ігора Стравінського «Жар-птиця» запалили олімпійський вогонь.